# الاتحاد الجمهوري الشعبي (2007)
الاتحاد الجمهوري الشعبي هو حزب سياسي فرنسي أسسه فرانسوا أسلينو عام 2007. أيديولوجية الحزب هو التشكيك القاسي في الاتحاد الأوروبي، ويسعى إلى انسحاب فرنسا من الاتحاد الأوروبي واليورو وحلف شمال الأطلسي.

## السياسة العامة
- لن يسمح بالإصلاحات الدستورية إلا عن طريق الاستفتاء.
- إعادة إدخال مواد الدستور؛ المادة المتعلقة بـ “المؤامرة ضد الدولة” والأخري بشأن “خزانة الرئيس”، التي أُزيلت في عامي 1993 و2007.
- البدء باستفتاءات المبادرات الشعبية كما هو الحال في سويسرا. وعندما تفوز أصوات الاحتجاج بالانتخابات، سيتم إعادة تنظيم الانتخابات باستثناء المرشحين السابقين.
- وقف إعادة التجميع القسري للبلديات.
- سحب فرنسا من الاتحاد الأوروبي واليورو وحلف شمال الأطلسي.
- إصلاح الأمور مع روسيا والصين والدول العربية والدول الأمريكية اللاتينية.
- أن تكون دولة غير متحالفة.
- حظر التصويت الإلكتروني.
- إنشاء محكمة دستورية مثل المحكمة في ألمانيا.
- تحديد النصاب القانوني بنسبة 60% من الحضور في البرلمان.
- جعل أموال وسائل الإعلام علنية.
- حماية المبلغين عن مخالفات مثل (إدوارد سنودن) و(جوليان أسانج).
- تأميم المياه والكهرباء والسكك الحديدية والطرق السريعة وشركة الاتصالات أورانج والبنوك التي تتلقى المساعدات العامة والبريد.
- حظر ممارسة الضغط داخل البرلمان.
- جعل صندوق مراكز التفكير علني.
- رفع الحد الأدنى للأجور إلى 1300 يورو شهريا من 1153.
- تحديد حد أدنى لاستحقاق تقاعدي قدره 950 يورو شهريا.
- حظر المحاصيل المعدلة وراثيا.